# Innenstadt (Linz)

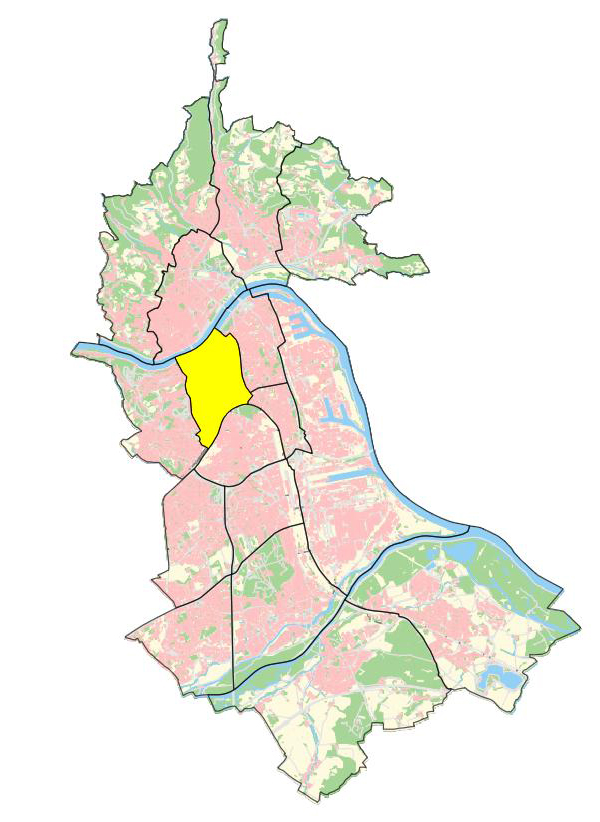
Der statistische Bezirk Innere Stadt seit 2014

Die Innenstadt ist der älteste Teil der oberösterreichischen Landeshauptstadt Linz. Sie entsprach auch dem von 1957 bis 2013 bestehenden Bezirk Innenstadt. Seit der Neueinteilung des Stadtgebietes 2014 gibt es den entsprechenden statistischen Bezirk Innere Stadt, der an den Rändern etwas verkleinert wurde: im Süden ist nunmehr die Bahntrasse die Grenze, im Westen der Straßenzug der B139 und im Osten die Gruberstraße.
Dieser ehemalige Stadtteil entspricht der Katastralgemeinde Linz, mit der die Stadt bis 1873 flächenmäßig ident war. Diese Katastralgemeinde besteht nach wie vor in ihrer ursprünglichen Ausdehnung.
Als ältester Teil der Stadt sowie als Stadtzentrum beherbergt die Innenstadt eine Reihe von Sehenswürdigkeiten und öffentlichen Einrichtungen und bildet gesellschaftlich wie wirtschaftlich den Kern der Stadt.

## Geschichte
Vom Gebiet des heutigen Altstadtviertels ausgehend entwickelte sich eine Siedlung, die im Jahr 799 erstmals als Linze urkundlich erwähnt wurde. 1240 erhielt diese Siedlung das Stadtrecht. Bis zum Jahr 1873, als Linz durch Eingemeindungen weitere Stadtteile hinzubekam, ist die Geschichte des heutigen Stadtteils Innenstadt ident mit der Geschichte der Stadt Linz. Mit seinen zahlreichen historischen Gebäuden, öffentlichen Einrichtungen und zahlreichen Gewerbebetrieben ist die Innenstadt auch heute noch soziales, gesellschaftliches und wirtschaftliches Zentrum sowie der touristisch bedeutendste Teil der Stadt.

### Statistische Bezirke
Von 1957, als die Stadt Linz in neun Stadtteile und 36 statistische Bezirke eingeteilt wurde, bis zur Neuorganisation der statistischen Bezirke am 1. Jänner 2014 umfasste die Innenstadt die sechs statistischen Bezirke Altstadtviertel, Rathausviertel, Kaplanhofviertel, Neustadtviertel, Volksgartenviertel und Römerberg-Margarethen. Seither gibt es einen einheitlichen statistischen Bezirk mit der Bezeichnung Innere Stadt, das Kaplanhofviertel bildet den Kern des neuen Stadtteils Kaplanhof.

## Geografie
Die der Innenstadt entsprechende Katastralgemeinde Linz liegt südlich der Donau, die zugleich nördliche Grenze ist und grenzt im Norden an die Katastralgemeinde Urfahr, im Osten und Südosten an die Katastralgemeinde Lustenau, im Süden und Südwesten an die Katastralgemeinde Waldegg, sowie im Westen (wo ein Zipfel die Donau entlanggeht) an die Katastralgemeinde Holzheim der Stadt Leonding.
Die größte Ausdehnung des Stadtteiles von Osten nach Westen beträgt rund 8,6 Kilometer, von Norden nach Süden rund 6,9 Kilometer. Die Fläche der Katastralgemeinde beträgt 5,65 Quadratkilometer.
Trotz der innerstädtischen Zentrallage weist die Innenstadt einen Grünlandanteil von in etwa 1,12 Quadratkilometer auf, welcher im Vergleich immerhin noch die Hälfte der als Baugrund ausgewiesenen Fläche des grünlandreichen Stadtteiles Ebelsberg ausmacht.
Etwas mehr als ein halber Quadratkilometer des Stadtteils ist als Wasserfläche ausgewiesen, was einem Anteil von etwa 9 % der Stadtteilfläche entspricht.

## Sehenswürdigkeiten
Als ältester Teil der Stadt werden auf einer geringen Fläche eine Reihe von Sehenswürdigkeiten beherbergt, wie zum Beispiel das Linzer Schloss, der Maria-Empfängnis-Dom, das Alte Rathaus, die Martin-Luther Kirche, der ehemalige Südbahnhof (heute ein Marktplatz) sowie die historische Altstadt, die sich im Altstadt- und Rathausviertel befindet und den Hauptplatz als Zentrum hat. Die Landstraße, die einst wichtigste Verbindungsstraße zwischen Donaubrücke im Norden und Hauptbahnhof im Süden, ist heute als Fußgängerzone eine der meist frequentierten Geschäftsstraßen Österreichs.

## Öffentliches Leben
Zahlreiche Schulen, mehrere Bibliotheken und Krankenhäuser, politische Einrichtungen, Kirchen und Kultureinrichtungen prägen die Linzer Innenstadt. Teils im Zuge der Vorbereitungen auf das Kulturhauptstadtjahr wurden in der Innenstadt der Pfarrplatz sowie die Promenade umgestaltet, die Landesbibliothek ausgebaut und ein Musiktheater errichtet. Auf dem Gebiet des Volksgartenviertels wurde im Jahr 2004 der Neubau des Hauptbahnhofes und des Landesdienstleistungszentrums vollendet. Zur weiteren Belebung des Viertels, das mit dem zur Nahverkehrsdrehscheibe ausgebauten Hauptbahnhof über optimale Anschlussmöglichkeiten an den öffentlichen Nah- und Fernverkehr bietet, wird derzeit an mehreren Hochhausprojekten gearbeitet. In diesem Bereich befinden sich etwa der Wissensturm, der die Stadtbibliothek und die Linzer Volkshochschule beherbergt, der Terminal Tower der ÖBB sowie die neue Zentrale der Energie AG. In direkter Umgebung, auf der ehemaligen Blumauer Kreuzung beim Volksgarten, wurde das Musiktheater errichtet, das nicht zuletzt einen Lückenschluss zwischen Landstraße und Bahnhofsviertel bildet.